# Parakiefferiella yakytriangulata
Parakiefferiella yakytriangulata är en tvåvingeart som beskrevs av Sasa och Suzuki 2000. Parakiefferiella yakytriangulata ingår i släktet Parakiefferiella och familjen fjädermyggor. Inga underarter finns listade i Catalogue of Life.